# Sukarami II
Sukarami II is een bestuurslaag in het regentschap Kaur van de provincie Bengkulu, Indonesië. Sukarami II telt 164 inwoners (volkstelling 2010).